# АС-23 през сезон 1930/31

## Клубът
Сезон 1930/31 е най-силният в историята на АС-23. Асистите нямат назначен старши треньор, тъй като всички налични средства се дават за построяването на стадион.

### Трофеи
| Шампион на България |
| Шампион на България |
| ------------------- |

## Софийско първенство
| № | Отбор     | М  | П | Р | З | ГР    | ГР  | Т  |
| - | --------- | -- | - | - | - | ----- | --- | -- |
| 1 | АС-23     | 10 | 5 | 4 | 1 | 30:17 | 13  | 14 |
| 2 | Левски    | 10 | 6 | 2 | 2 | 27:17 | 10  | 14 |
| 3 | Спортклуб | 10 | 4 | 4 | 2 | 19:24 | -5  | 12 |
| 4 | Славия    | 10 | 3 | 2 | 5 | 16:16 | 0   | 8  |
| 5 | Шипка     | 10 | 3 | 2 | 5 | 18:25 | -7  | 8  |
| 6 | ФК`13     | 10 | 1 | 2 | 7 | 11:22 | -11 | 4  |

На полусезона асастите записват 2 победи и три равенства. През втората част от софийското първенство побеждават отборите на Левски, Славия и Спортклуб, правят равен с Шипка и падат от ФК`13. Заради по-добрата си голова разлика АС-23 се класира за държавното първенство като софийски първенец.

## Държавно първенство
В държавното първенство играят 12-те областни победителя. Мачовете се провеждат в София.

### Първи кръг
| 6 септември 1931 |

| АС-23 | 5:0 | Слава (Търново) |
| ----- | --- | --------------- |
|       |     |                 |

|  |

### Втори кръг
| 8 септември 1931 |

| АС-23 | 7:0 | Слава (Ямбол) |
| ----- | --- | ------------- |
|       |     |               |

|  |

### Трети кръг
Според предварително тегленият жребий АС-23 трябва да се класира директно за финала. От ръководството на Шипченски сокол обаче оспорват и БНСФ уважават протеста. Така вместо АС-23 Шипченски сокол почива, а асистите трябва да играят с русенския Напредък.
| 10 септември 1931 |

| АС-23 | 3:1 | Напредък (Русе) |
| ----- | --- | --------------- |
|       |     |                 |

|  |

### Финал
На финала още във втората минута АС-23 повежда в резултата. До края на полувремето Шипченски сокол успява да обърне мача, а полувремето завършва при резултат 1:2. 17 минути преди края на мача футболистът на АС-23 Борислав Габровски контузва тежко играч на Шипченски сокол. Соколите трябва да доиграят мача с 10 души, тъй като тогава не са се разрешавали смени на футболисти. От ръководството на Шипченски сокол искат Габровски да бъде изгонен от терена. Главният съдия обаче оставя играча и решава мача да продължи. Недоволни от решението Шипченски сокол напускат терена. Присъдена е служебна победа с 3:0 в полза на АС-23. Въпреки победата на асистите не е връчена Царската купа каквато е била практиката тогава.
| 13 септември 1931 |

| АС-23 | 3:0 (сл.) прекратен при 1:2 | Шипченски сокол (Варна) |
| ----- | --------------------------- | ----------------------- |
|       |                             |                         |

| Юнак, София |

## Прогрма

### Официални мачове
| Дата                             | Стадион            | Домакин   | Резултат  | Гост            | Турнир              | Фаза    |
| -------------------------------- | ------------------ | --------- | --------- | --------------- | ------------------- | ------- |
| 11 октомври 1930                 | ?                  | Шипка     | 3:6       | АС-23           | Софийско първенство | 1 кръг  |
| 26 октомври 1930 22 ноември 1930 | игрище „Славия“    | Славия    | 0:2       | АС-23           | Софийско първенство | 2 кръг  |
| 2 ноември 1930                   | Стадион „АС-23“    | АС-23     | 3:3       | Левски          | Софийско първенство | 3 кръг  |
| 9 ноември 1930                   | Стадион „АС-23“    | АС-23     | 3:3       | Спортклуб       | Софийско първенство | 4 кръг  |
| 23 ноември 1930                  | ?                  | ФК`13     | 0:0       | АС-23           | Софийско първенство | 5 кръг  |
| 31 май 1931                      | игрище „Спортклуб“ | Спортклуб | 6:0       | АС-23           | Софийско първенство | 6 кръг  |
| 6 юни 1931                       | Стадион „АС-23“    | АС-23     | 0:2       | ФК`13           | Софийско първенство | 7 кръг  |
| 21 юни 1931                      | игрище „Левски“    | Левски    | 1:3       | АС-23           | Софийско първенство | 8 кръг  |
| 7 юли 1931                       | Стадион „АС-23“    | АС-23     | 2:2       | Шипка           | Софийско първенство | 9 кръг  |
| 12 юли 1931                      | Стадион „АС-23“    | АС-23     | 5:3       | Славия          | Софийско първенство | 10 кръг |
| 6 септември 1931                 | ?                  | АС-23     | 5:0       | Слава (Търново) | Държавно първенство | 1 кръг  |
| 8 септември 1931                 | ?                  | АС-23     | 7:0       | Слава (Ямбол)   | Държавно първенство | 2 кръг  |
| 10 септември 1931                | ?                  | АС-23     | 3:1       | Напредък (Русе) | Държавно първенство | 3 кръг  |
| 13 септември 1931                | Юнак               | АС-23     | 3:0 (сл.) | Шипченски сокол | Държавно първенство | финал   |